# Har Malkishua‘
Har Malkishua‘ (hebreiska: הר מלכישוע) är ett berg i Israel.   Det ligger i distriktet Norra distriktet, i den nordöstra delen av landet. Toppen på Har Malkishua‘ är 535 meter över havet, eller 212 meter över den omgivande terrängen. Bredden vid basen är 16,5 km.
Terrängen runt Har Malkishua‘ är huvudsakligen kuperad. Runt Har Malkishua‘ är det ganska tätbefolkat, med 116 invånare per kvadratkilometer. Närmaste större samhälle är Bet She'an, 9,9 km nordost om Har Malkishua‘. Trakten runt Har Malkishua‘ består till största delen av jordbruksmark.